# Zgornja Dobrava, Moravče
Zgornja Dobrava je naselje v Občini Moravče.